# Miss Barrett
Pour les articles homonymes, voir The Barretts of Wimpole Street.
Pour plus de détails, voir Fiche technique et Distribution.
Miss Barrett (The Barretts of Wimpole Street) est un film américain réalisé par Sidney Franklin, sorti en 1934.

## Synopsis
Biographie d’Elizabeth Barrett Browning.

## Fiche technique
- Titre : Miss Barrett
- Titre original : The Barretts of Wimpole Street
- Réalisation : Sidney Franklin
- Scénario : Ernest Vajda, Donald Ogden Stewart et Claudine West d'après la pièce de Rudolf Besier
- Producteur : Irving Thalberg (non crédité)
- Société de production  et de distribution : Metro-Goldwyn-Mayer
- Musique : Herbert Stothart
- Photographie : William H. Daniels
- Montage : Margaret Booth
- Direction artistique: Cedric Gibbons
- Costumes : Adrian
- Pays d'origine : États-Unis
- Format : Noir et blanc - 1,37:1 - Son : Mono (Western Electric Sound System)
- Genre : Biopic, drame, historique et romance
- Durée : 109 minutes
- Dates de sortie :
  - États-Unis : 14 septembre 1934 (première à Pittsburgh)
  - États-Unis : 21 septembre 1934 (sortie nationale)
- Affiche : Boris Grinsson (France)

## Distribution
- Norma Shearer : Elizabeth Barrett
- Fredric March : Robert Browning

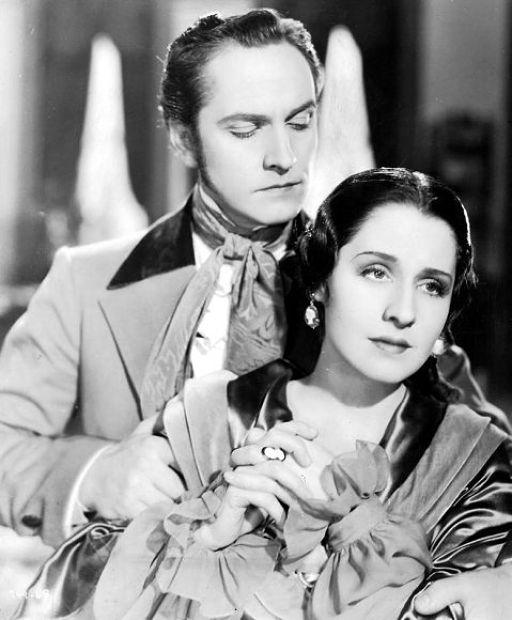
Fredric March et Norma Shearer dans une scène du film.

- Charles Laughton : Edward Moulton-Barrett
- Maureen O'Sullivan : Henrietta Barrett
- Katharine Alexander : Arabel Barrett
- Ralph Forbes : Capitaine Surtees Cook
- Marion Clayton Anderson : Bella Hedley
- Ian Wolfe : Harry Bevan
- Una O'Connor : Wilson
- Leo G. Carroll : Dr. Ford-Waterlow